# Live at the Forum (album The Jackson 5)
Live at the Forum – podwójny album koncertowy The Jackson 5 wydany w 22 czerwca 2010 nakładem wytwórni Motown Records.

## Lista utworów
Dysk 1 (20 czerwca 1970)
1. Introduction
2. I Want You Back
3. Feelin’ Alright
4. Who’s Lovin’ You
5. Walk On
6. Don’t Know Why I Love You
7. Zip-A-Dee-Doo-Dah
8. ABC
9. It’s Your Thing
10. I Found That Girl
11. There Was A Time
12. Thank You Falettinme Be Mice Elf Agin
13. The Love You Save
14. Mama’s Pearl (Live in Indiana) (Bonus)

Dysk 2 (26 sierpnia 1972)
1. Brand New Thing
2. Medley: I Want You Back/ABC/Mama’s Pearl
3. Sugar Daddy
4. I’ll Be There
5. Introduction by Michael
6. Goin’ Back to Indiana/Brand New Thing/Goin’ Back to Indiana
7. Bridge Over Troubled Water
8. I Found That Girl
9. I’m So Happy
10. Lookin’ Through the Windows
11. Ain’t Nothing Like The Real Thing
12. Introduction by Jackie
13. Ben
14. Rockin’ Robin
15. Got To Be There
16. You’ve Got a Friend
17. Ain’t No Sunshine
18. I Wanna Be Where You Are
19. Introduction by Jermaine
20. That’s How Love Goes
21. Never Can Say Goodbye
22. Walk On
23. The Love You Save
24. I Wanna Be Where You Are from "Save The Children" (Bonus)